# Calligonum comosum
Calligonum comosum L’Hér. – gatunek rośliny z rodziny rdestowatych (Polygonaceae Juss.). Występuje naturalnie w Algierii, Tunezji, Libii, Egipcie, Somalii, Izraelu, Palestynie, Syrii, Turcji, Jordanii, Arabii Saudyjskiej, Jemenie, Omanie, Kuwejcie, Iraku, Iranie, Pakistanie oraz Afganistanie.

## Morfologia
PokrójZrzucający liście krzew dorastający do 2 m wysokości.
LiścieIch blaszka liściowa ma szydłowaty kształt, mierzy 5 mm długości, jest o ostrym wierzchołku.
KwiatyZebrane w pęczki, rozwijają się w kątach pędów. Listki okwiatu mają owalny kształt i mierzą do 3–4 mm długości.
OwoceMają wrzecionowaty kształt, osiągają 7–8 mm długości oraz 3 mm szerokości.

## Biologia i ekologia
Rośnie na pustyniach oraz wydmach, na terenach nizinnych. W Izraelu na pustyni Negew piaszczyste wydmy porośnięte krzewami Calligonum comosum zamieszkuje suwak tłusty.